# MKL1
MKL1‏ (Megakaryoblastic leukemia (translocation) 1) هوَ بروتين يُشَفر بواسطة جين MKL1 في الإنسان.